# Pansarprojektil
Pansarprojektil, kort pprj, är en typ av pansarbrytande projektil som är menad att bekämpa pansar och annat hårt material som till exempel betong. En pansarprojektil är en solid projektil utan verkansdel gjord i hård metall som stål eller volfram och briserar inte vid träff som en pansargranat. De är ofta försedda med spårljus då det är svårt att se var projektilen träffar eftersom den inte briserar. Verkan görs enbart genom kinetisk energi och därför spelar utgångshastigheten stor roll i genomslaget på pansarprojektiler.
Pansarprojektiler började utvecklas och användas under 1800-talet för att bekämpa de nya pansarskeppen som utvecklades då. Under mellankrigstiden och andra världskriget är pansarprojektiler mest kända för sin bekämpning av pansarfordon som stridsvagnar och nämns därför oftast i samband med stridsvagnskanoner och pansarvärnskanoner då det var en av deras primära ammunitionstyper. Trots detta var de även mycket vanliga till tunga kulsprutor och automatkanoner och typen brukade kombineras med brandgranater för att bli pansarbrandgranater, kort pbrandgr, som kunde penetrera skyddade bränsletankar i flygplan och sätta eld på bränslet. 
Efter andra världskriget utvecklade man underkalibriga pansarprojektiler och pilprojektiler som utpresterade fullkalibriga pansarprojektiler och snabbt ersatte alla pansarprojektiler till alla eldvapen menade att bekämpa moderna stridsvagnar. Efter detta används bara fullkalibriga pansarprojektiler till automatkanoner och kulsprutor i majoriteten av fallen då dessa vapen är menade att bekämpa saker som bunkrar, flygplan, helikoptrar, pansarbilar, kryssare och jagare som inte har speciellt mycket pansar.
Jämför:
- pansarspränggranat
- sprängpansargranat
- pansargranat
- halvpansargranat
- sjömålsgranat
- spränggranat
- brandgranat